# Тауерський міст
Тауерський міст (англ. Tower Bridge) — розвідний міст у центрі Лондона над річкою Темзою, неподалік від лондонського Тауера. Відкритий 1894 року. Міст є одним із символів Лондона та Великої Британії.

## Конструкція

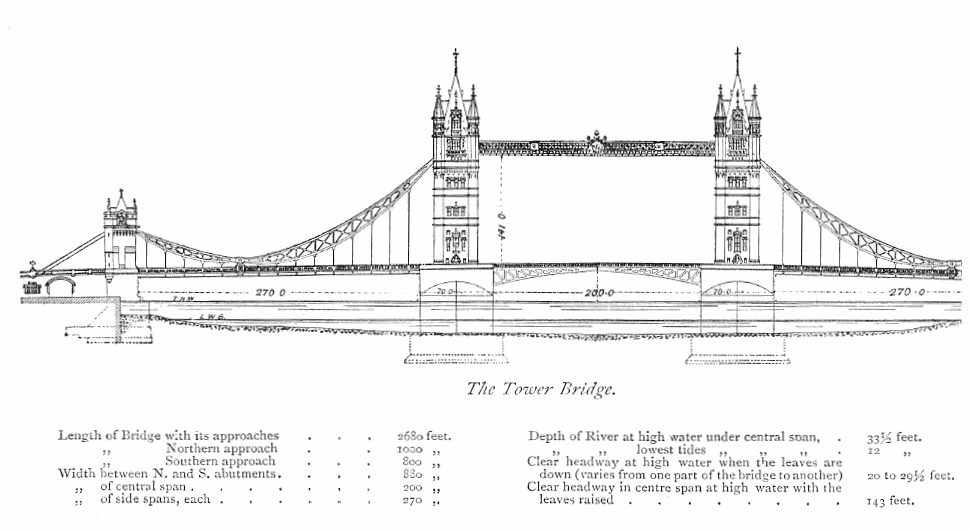

Тауерський міст спроєктував Горацій Джонс, це розвідний міст довжиною 244 м з двома поставленими на основи баштами заввишки 65 м. Центральний проліт між баштами, довжиною 61 м, має два підйомних крила, які для пропуску суден можуть бути розведені на кут 83°. Кожне з понад тисячотонних крил забезпечене противагою, яка мінімізує необхідне зусилля і дозволяє розвести міст за одну хвилину. Проліт приводиться в рух за допомогою гідравлічної системи, спочатку водяної, з робочим тиском 50 бар (750 фунтів на квадратний дюйм). Вода нагніталася двома паровими машинами загальною потужністю 360 к.с.. Систему виготовила компанія "W. G. Armstrong Mitchell ". 1974 року систему повністю оновили — масляна гідравліка має електричний привід.
Для пішоходів конструкція мосту дає можливість переходити через нього, навіть коли він розведений. Для цього, крім звичайних тротуарів, розміщених на краях проїзної частини, у середній частині сконструйовані пішохідні галереї, що з'єднують башти на висоті 44 метрів. Потрапити до галереї можна сходами, що розміщені всередині веж. З 1982 року галерея використовується як музей та оглядовий майданчик.
Тільки для будівництва веж і пішохідних галерей знадобилося понад 11 тис. тонн сталі. Щоб краще захистити металеву конструкцію від корозії, башти облицювали каменем, архітектурний стиль будівлі — готичний. Повна вартість конструкції склала 1184000 фунтів стерлінгів.

## Історія

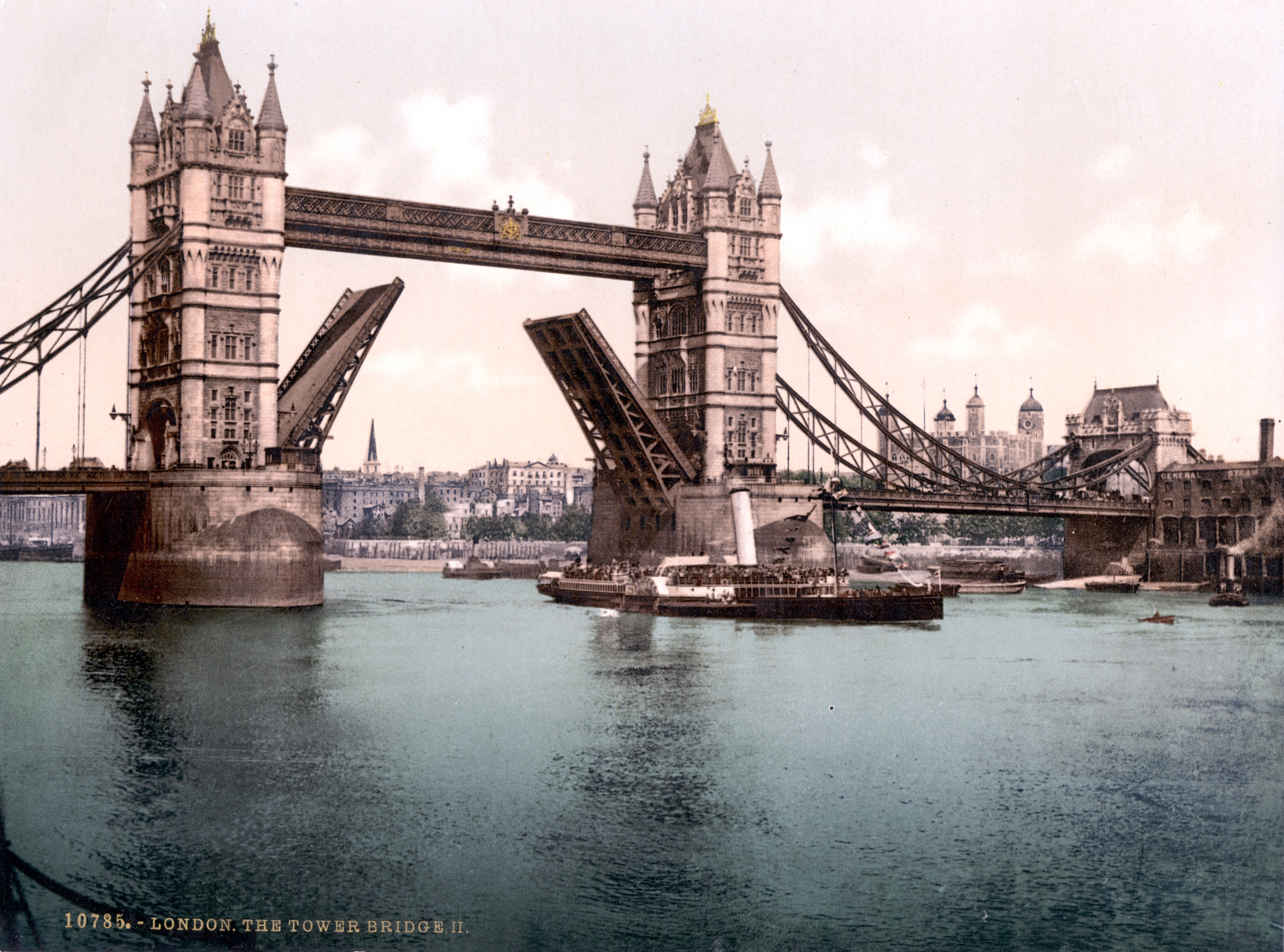
Таверський міст (світлина 1900 року)

У другій половині XIX століття через збільшення кінного та пішохідного руху в районі порту в Іст-Енді постало питання про будівництво нової переправи на схід від «Лондонського мосту». Прокладений 1870 року Тауерський тунель, мав рух одного вагону як у метро. Тунель служив нетривалий час і пізніше став використовуватися тільки для пішохідного руху.
1876 року створили комітет та організували конкурс для вирішення проблеми, на який було подано понад 50 проєктів. Лише 1884 року оголосили переможця та ухвалили рішення про будівництво мосту, запропонованого членом журі Г. Джонсом. Після його смерті 1887 року будівництво очолив Джон Вольф-Беррі.
Будівельні роботи почалися 21 червня 1886 року й тривали протягом 8 років. 30 червня 1894 року міст урочисто відкрили Принц Уельський Едуард і його дружина принцеса Олександра.
Вже незабаром пішохідні галереї мосту «прославилися» як місця діяльності кишенькових злодіїв З цієї причини 1910 року галереї закрили. Знову відкрилися вони лише 1982 року та використовуються як музей та оглядовий майданчик.

## Цікавий факт
1934 — фірма з Аризони забажала придбати «Тауерський міст» — один із символів туманної столиці. Він був настільки символічним, що в Америці його називали «Лондонським мостом». Англійці провели американців «Тауерським мостом» і оформили документи на продаж «Лондонського», що був розташований дещо вище за течією і який збиралися зносити.

## Галерея

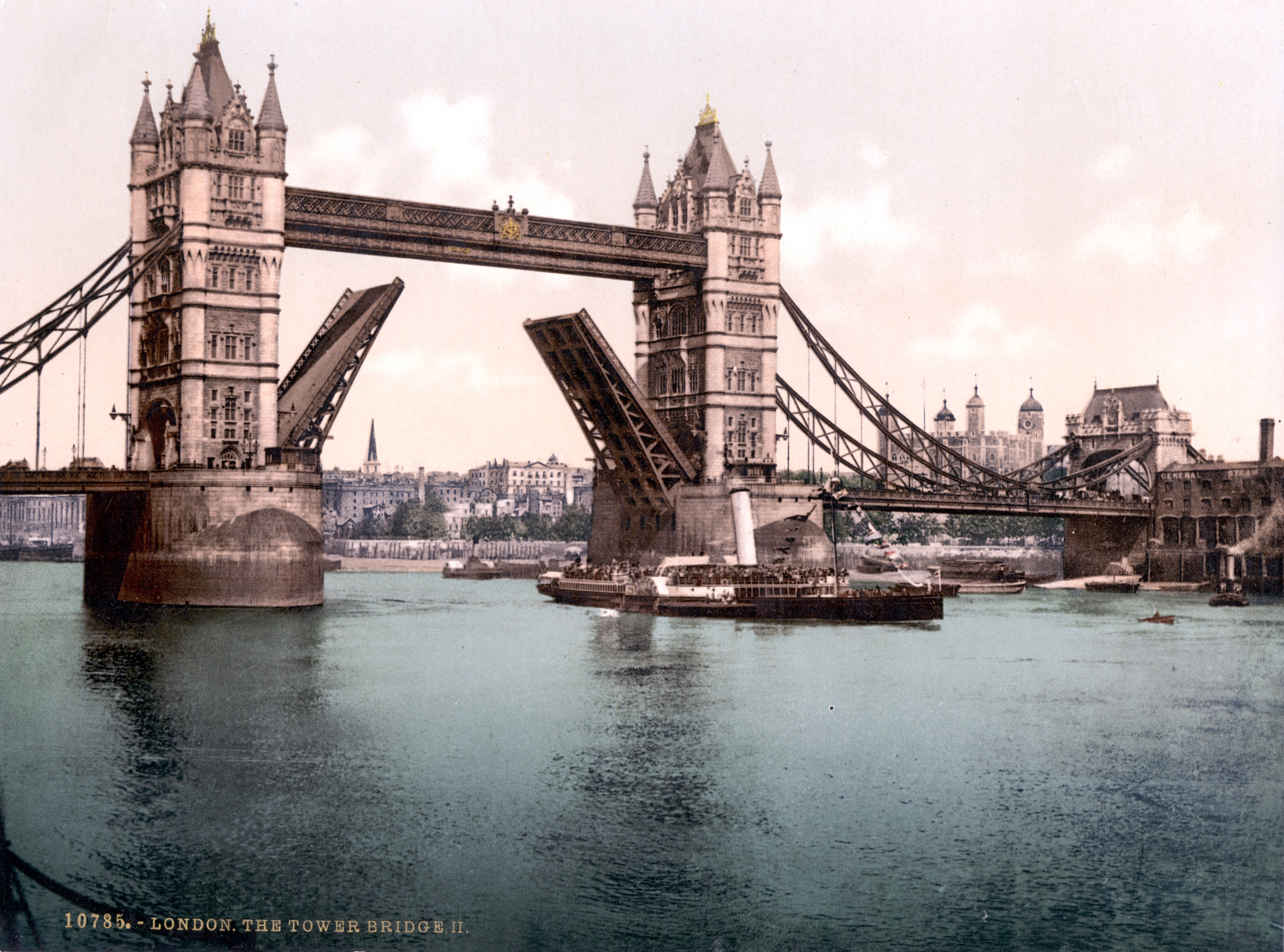
Тауерський міст. 1900
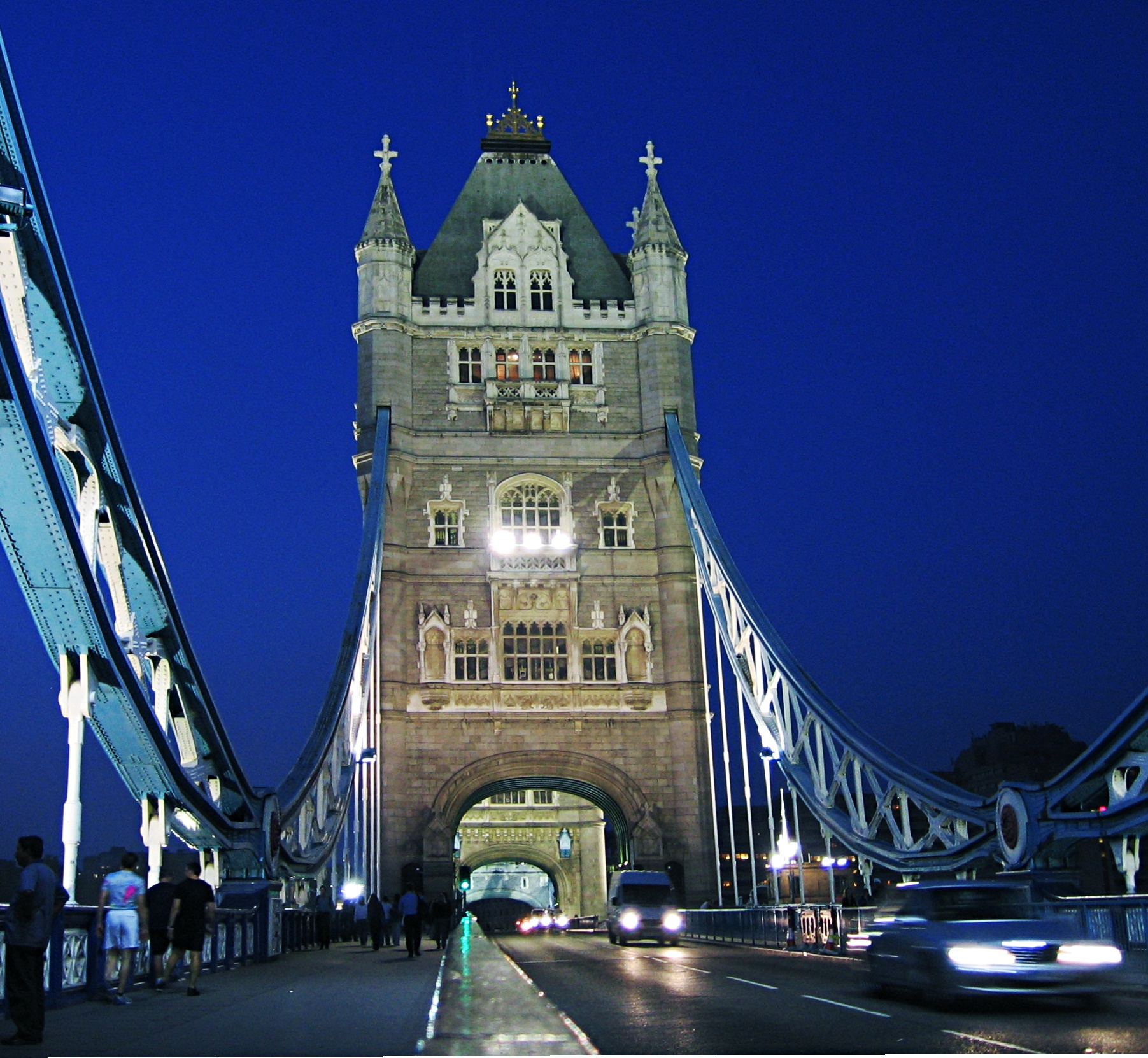
Ви́гляд мосту з півдня
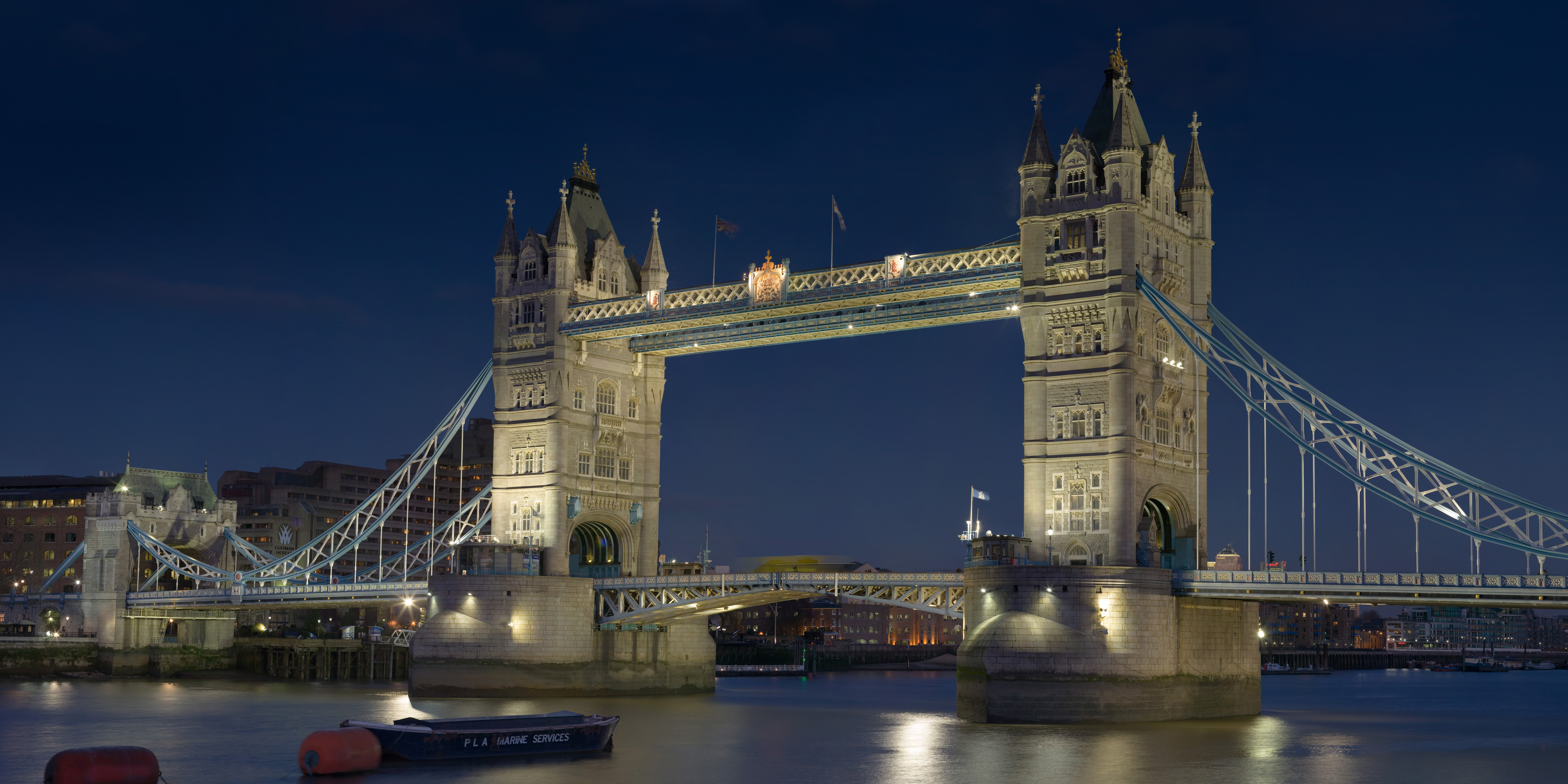
Тауерський міст вночі
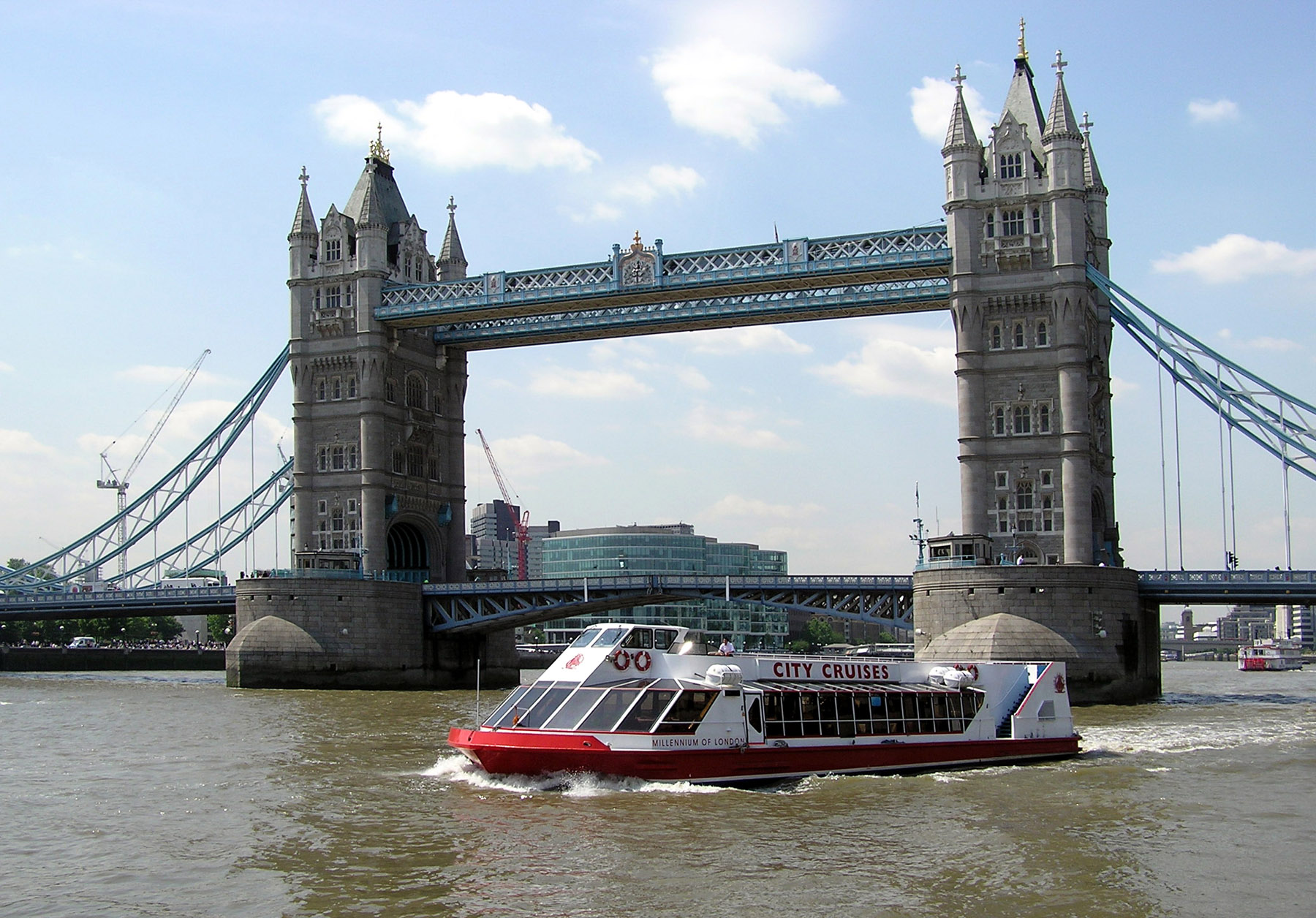
Вигляд мосту з катера
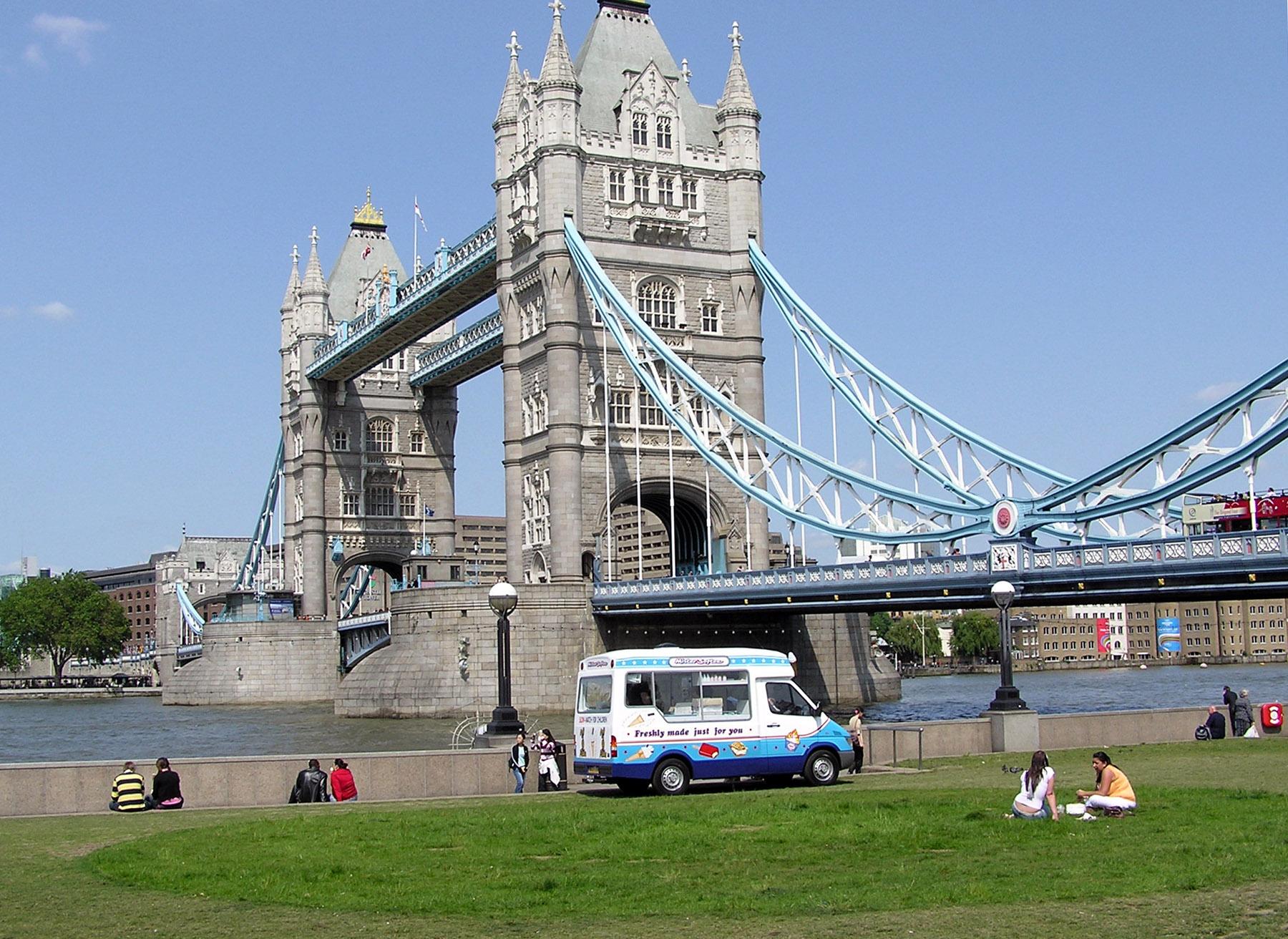
Вид з південного берега
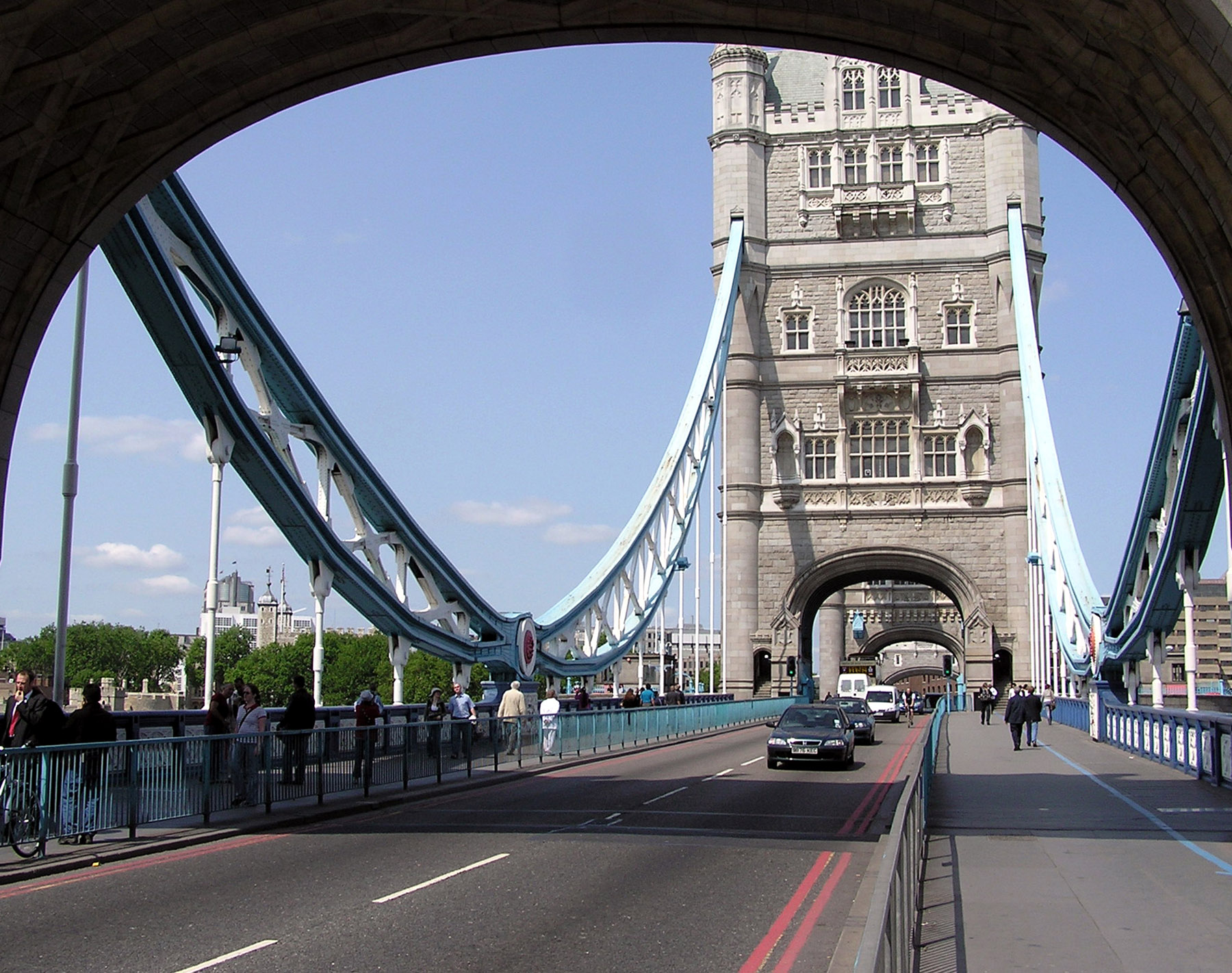
Вигляд мосту у напрямку Тауера
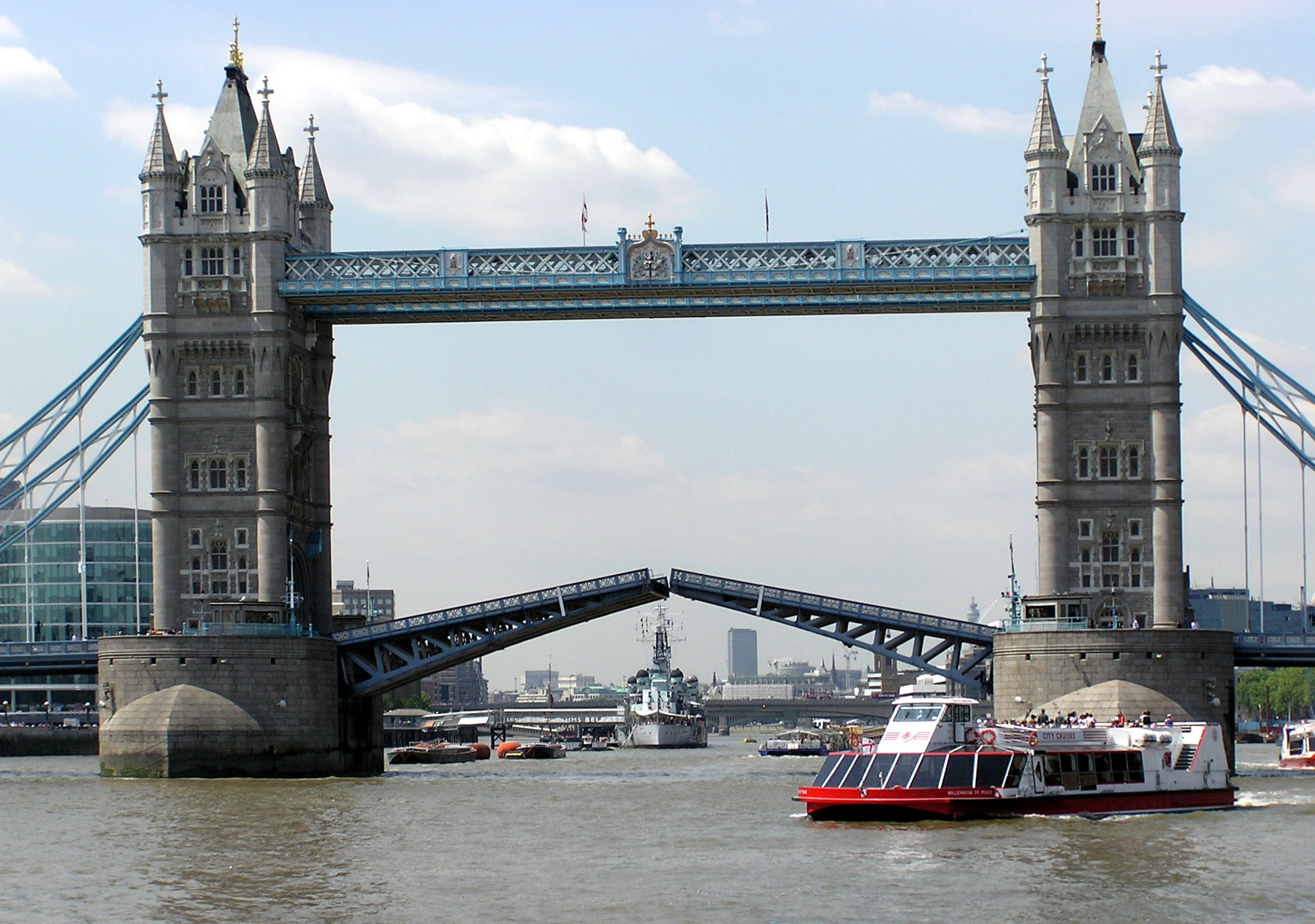
Початок розведення мосту
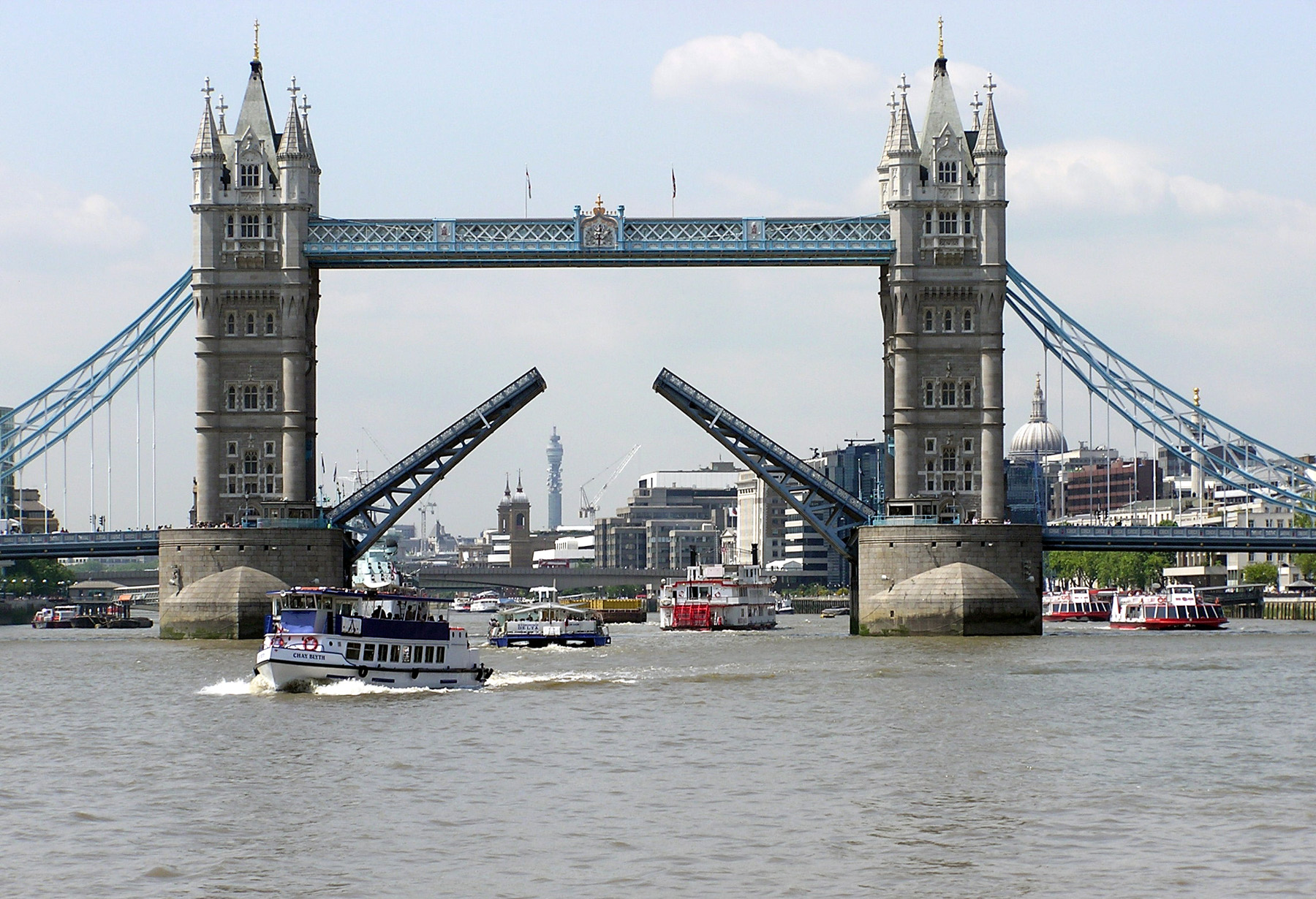
Міст розведений
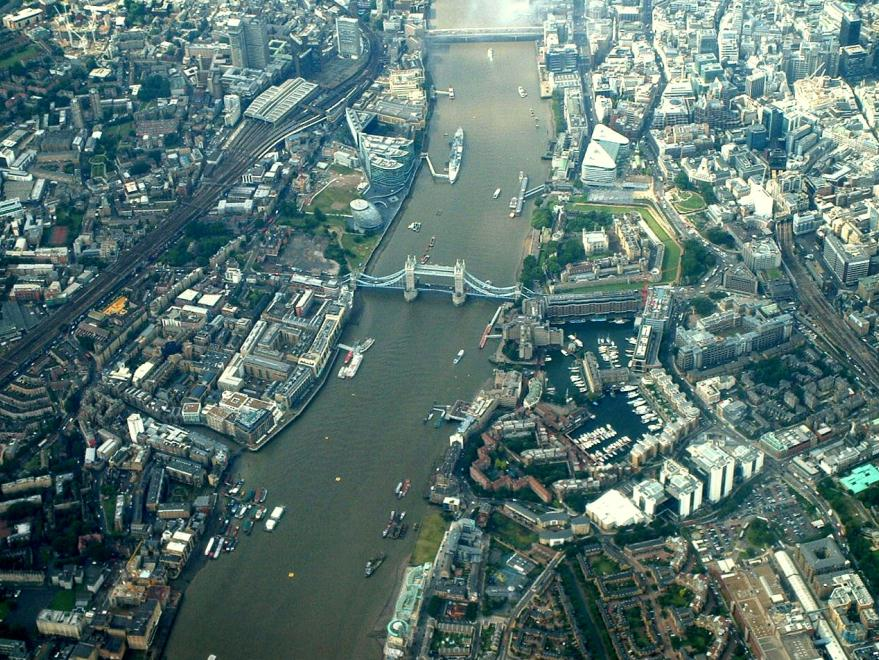
Аерофото району Тауерського мосту
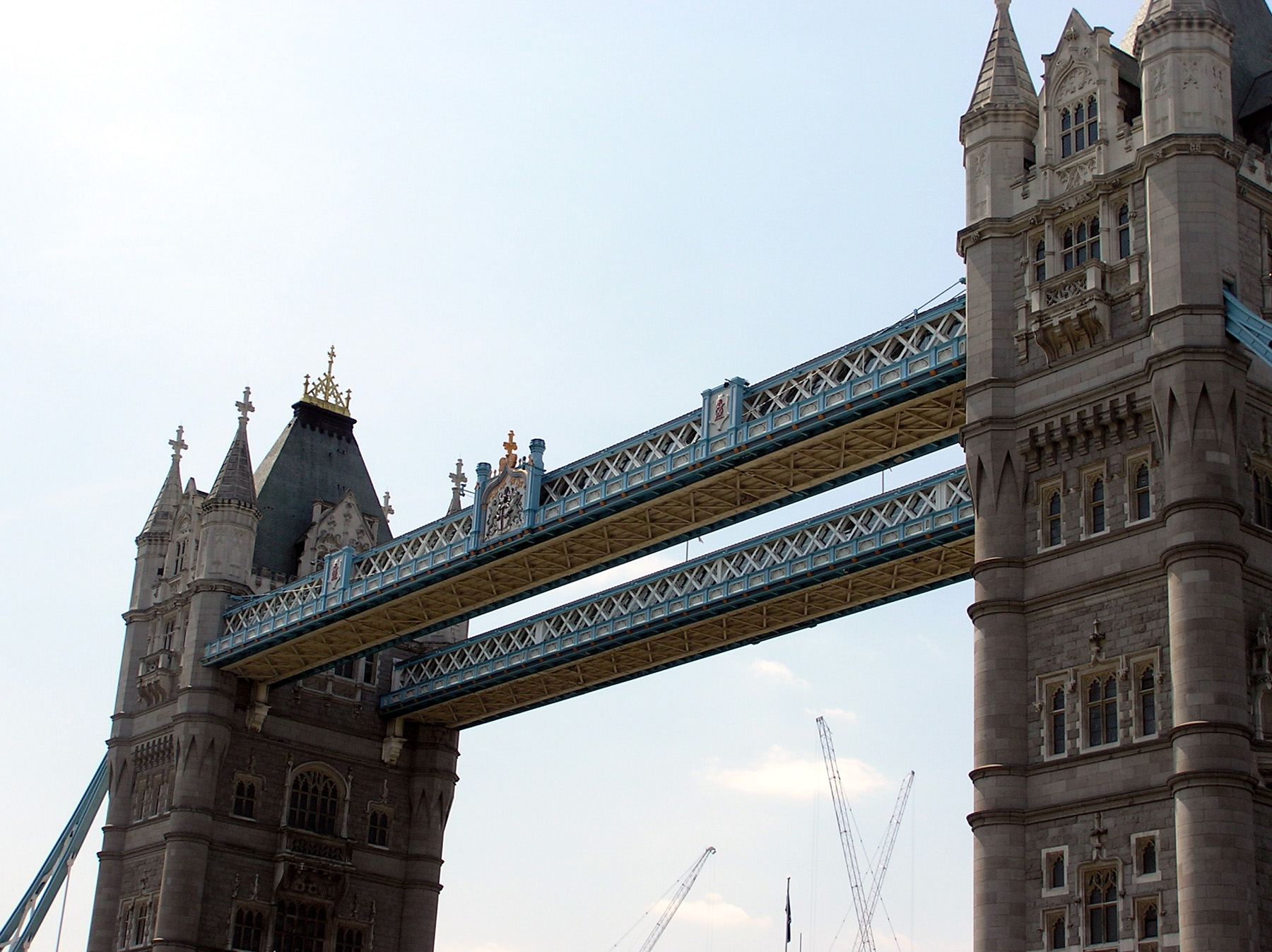
Зовнішній вигляд пішохідних галерей
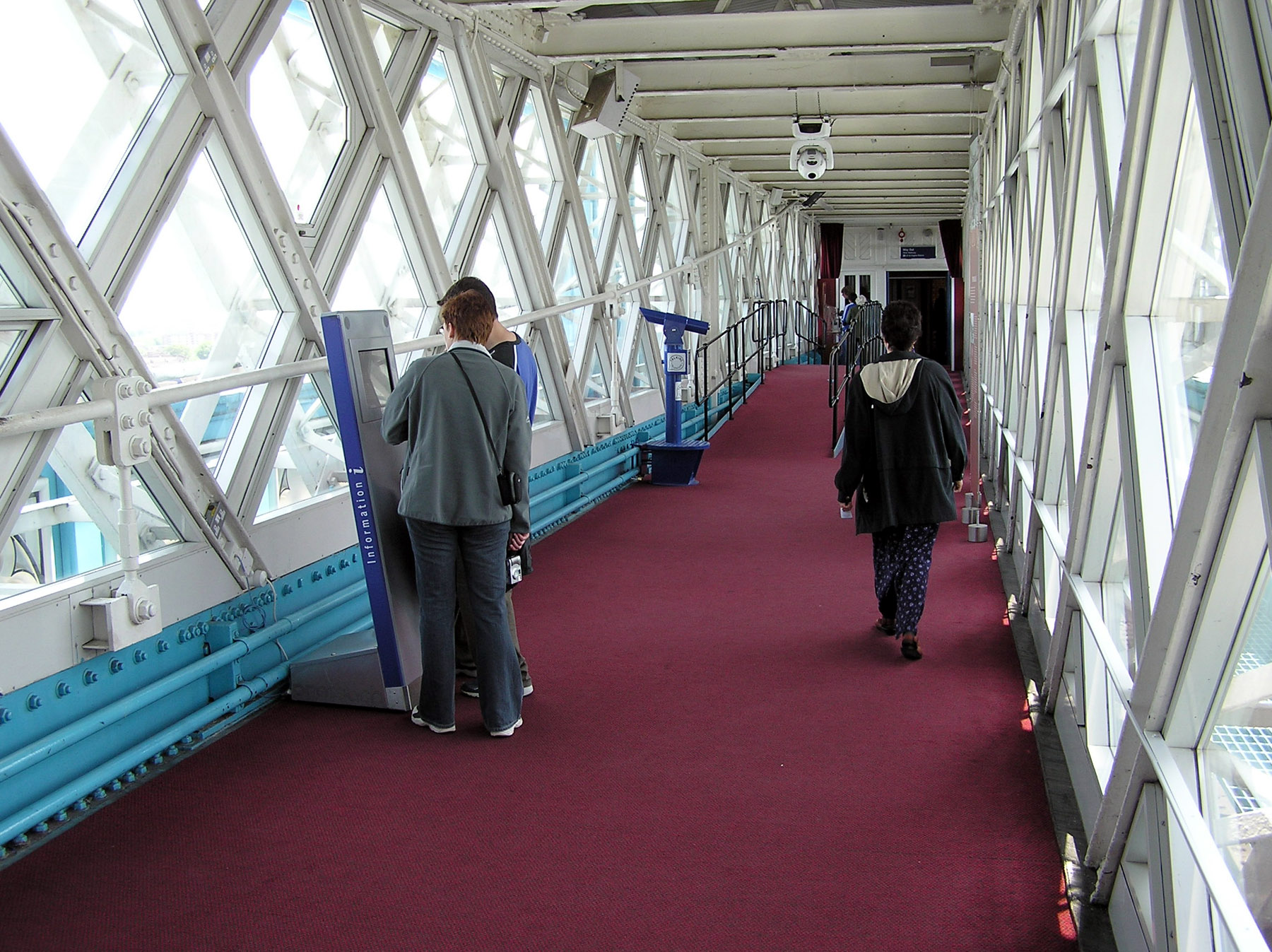
Інтер'єр пішохідних галерей
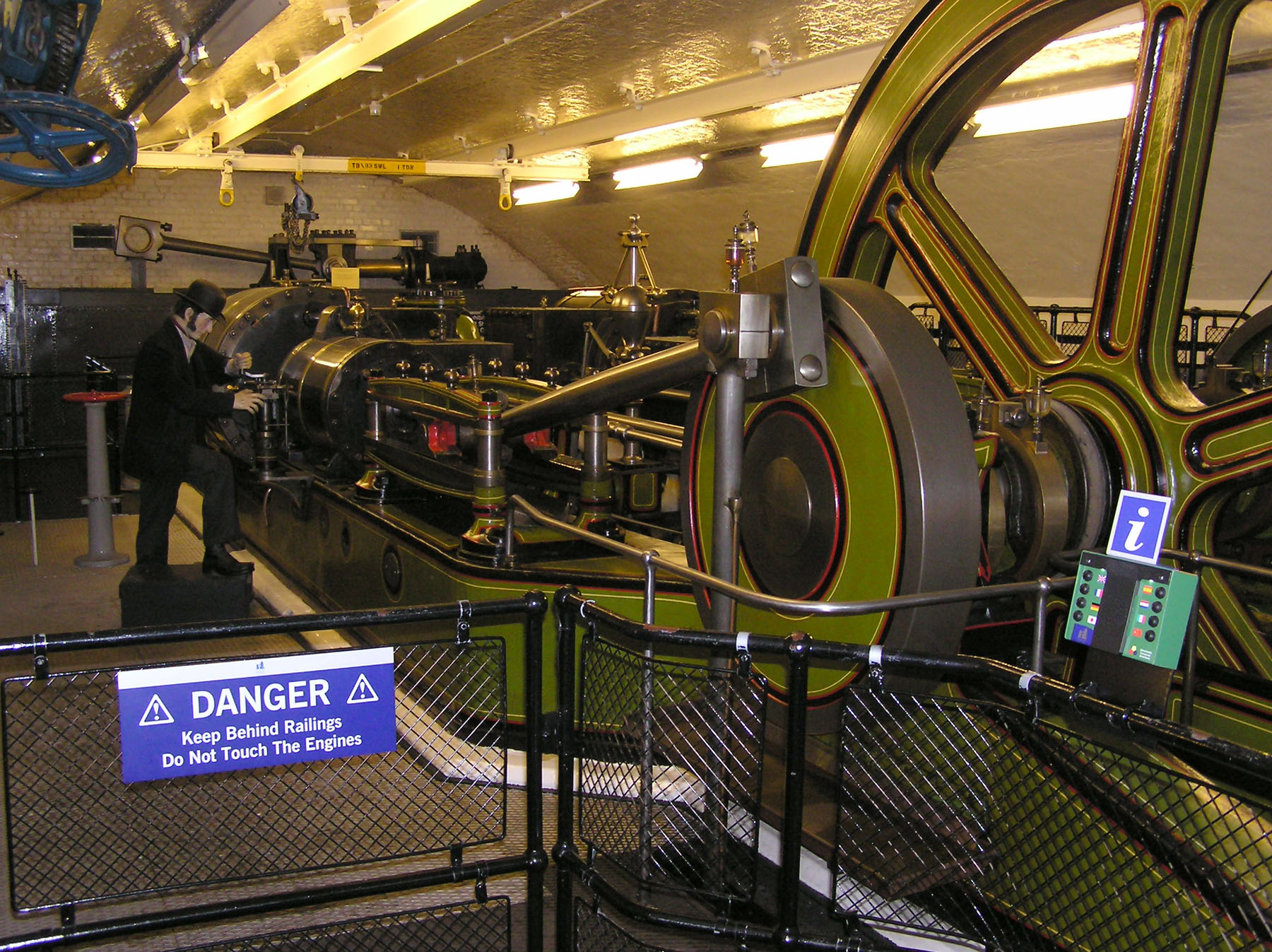
Неактивні підйомні механізми вікторіанських часів